# Arthur H. Lefebvre
Arthur H. Lefebvre (14 marzo 1923 – 24 novembre 2003) è stato un ingegnere britannico, accademico nelle università di Cranfield e Purdue, noto per i suoi contributi nella ingegneria delle turbine a gas aeronautiche, in particolare per aver introdotto l'atomizzazione del carburante durante l'iniezione nelle camere di combustione.

## Biografia
Dopo aver frequentato la Long Eaton Grammar School di Nottingham, nel 1946 si laureò in ingegneria presso l'University College dell'Università di Londra. Nel 1952 ultimò il dottorato presso l'Imperial College, dove tre anni più tardi ottenne anche il dottorato in Scienze (DSc).
Dal 1961 al 1976 fu Professore e capo del Dipartimento di Propulsione Aeronautica  dell'Università di Cranfield e ingegnere a capo dei ricercatori presso la Rolls-Royce Limited di Derby.
Dal 1976 al 1993 fu al vertice del Dipartimento di Ingegneria Meccanica dell'Università Purdue e, dal 1080, professore di ingegneria della combustione.
Dopo il pensionamento, Lefebvre fu nominato contemporaneamente professore emerito dalle università Purdue e di Cranfield.

## Attività di ricerca
Lefebvre du coautore di oltre 160 pubblicazioni d'archivio, 13 brevetti e 3 libri (Gas Turbine Combustion; Gas Turbine Combustor Design Problems; Atomization and Sprays).
Inventò e introdusse il concetto di atomizzazione a getto d'aria e sulla struttura degli spray, che ha trasformato l'iniezione di carburante nei combustori.
Fu membro fondatore e partecipante regolare alle conferenze dell'Institute of Liquid Atomization and Spray Systems Americas (ILASS)
Il suo libro Atomization and Sprays costituì il riferimento in materia per una generazione di ricercatori e ingegneri sullo sviluppo e l'uso della scienza e della tecnologia degli spray.

## Vita personale
Arthur H. Lefebvre sposò Elizabeth Marcella Betts nel 1952. La coppia ebbe due figli maschi e una femmina.

## Riconoscimenti
- Premio Turbina a Gas ASME (1984)
- Premio R. Tom Sawyer ASME (1984)
- Premio Propellenti e Combustione AIAA (1990)
- Premio Marshall dall'Istituto di Atomizzazione Liquida e Sistemi di Spruzzatura, ILASS (1993)
- Premio IGTI Scholar (1995)
- Premio IGTI Tecnologia Motori Aeronautici (1996)
- Medaglia d'oro ASME George Westinghouse (2002)
- Membro della Royal Aeronautical Society e della Royal Academy of Engineering nel Regno Unito.